# Station Nerdrum
Station Nerdrum (Noors: Nerdrum holdeplass) is een halte in Nerdrum in de gemeente Fet in fylke Viken  in  Noorwegen. Nerdrum wordt bediend door lijn L14, de stoptrein tussen Asker en Kongsvinger.